# Japanese Procession of State
Japanese Procession of State byl britský němý film z roku 1904. Film byl dlouhý zhruba 20 metrů. Do Spojených států se dostal v červenci 1904 pod názvem Japanese State Procession. V současnosti je film považován za ztracený.

## Děj
Film obsahoval záběry z Japonského císařství na počátku 20. století.